# Bremen (Schiff, 1929)

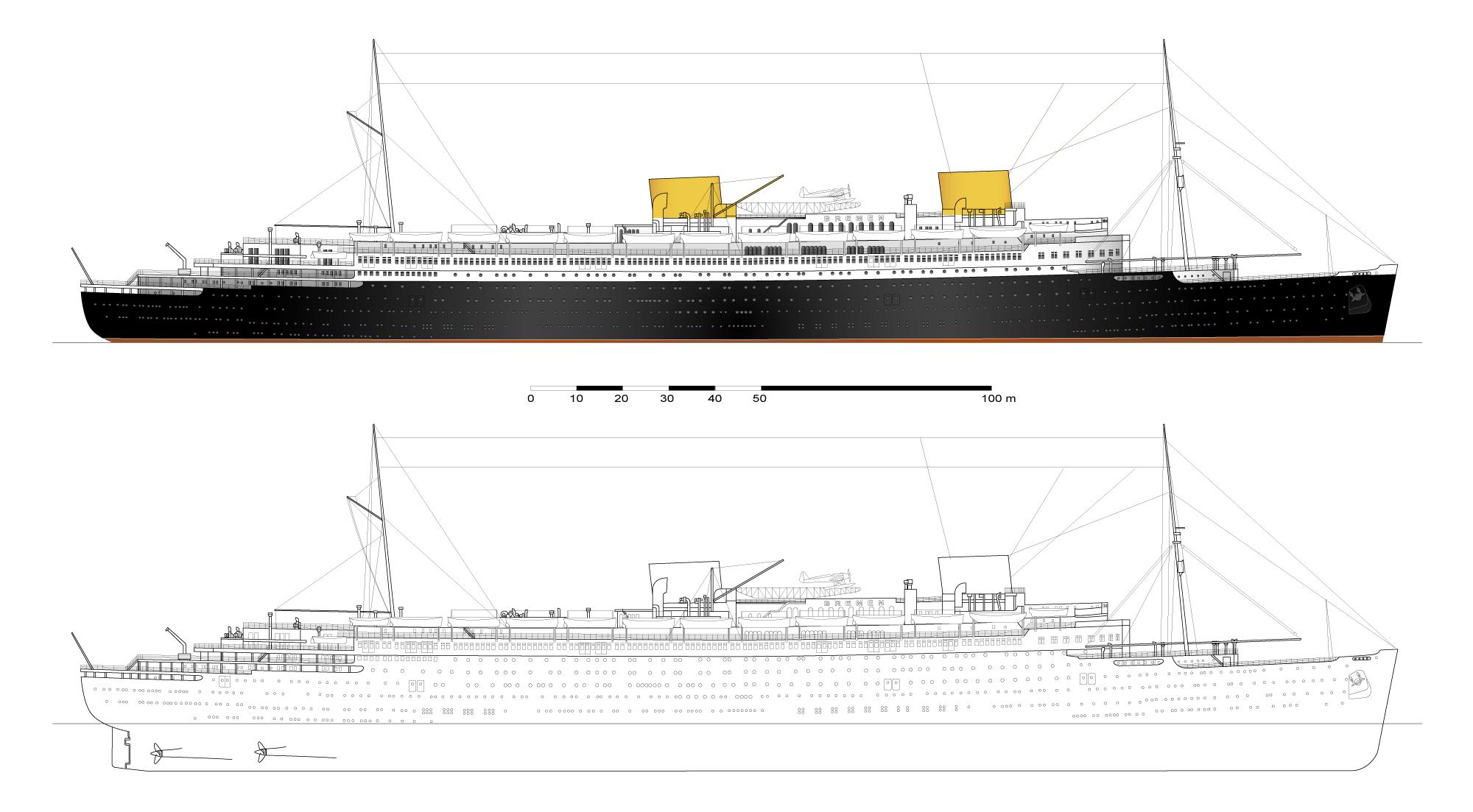
Seitenprofil der Bremen

Die Bremen war ein turbinengetriebener 4-Schrauben-Schnelldampfer der Reederei Norddeutscher Lloyd. Sie trug nach der Bremen (1858), Bremen (1897) und der Bremen (1923) als viertes Schiff des Lloyds den Namen Bremen (Bremen IV) und gewann 1929 erstmals das Blaue Band als schnellstes Schiff auf der Transatlantik-Route Europa–New York.

## Bau

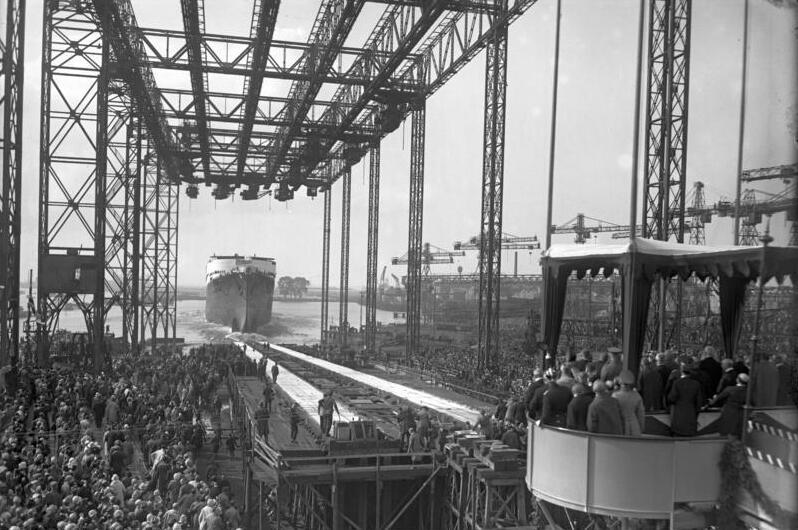
Stapellauf der Bremen

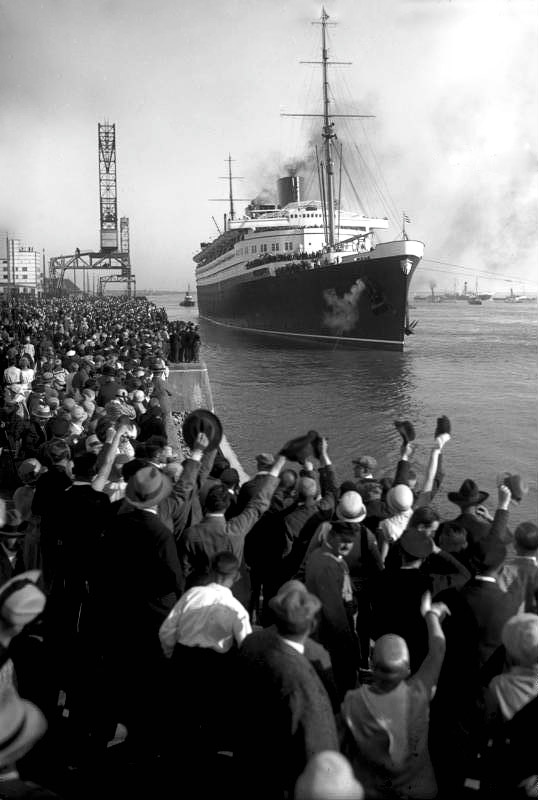
Jungfernfahrt der Bremen

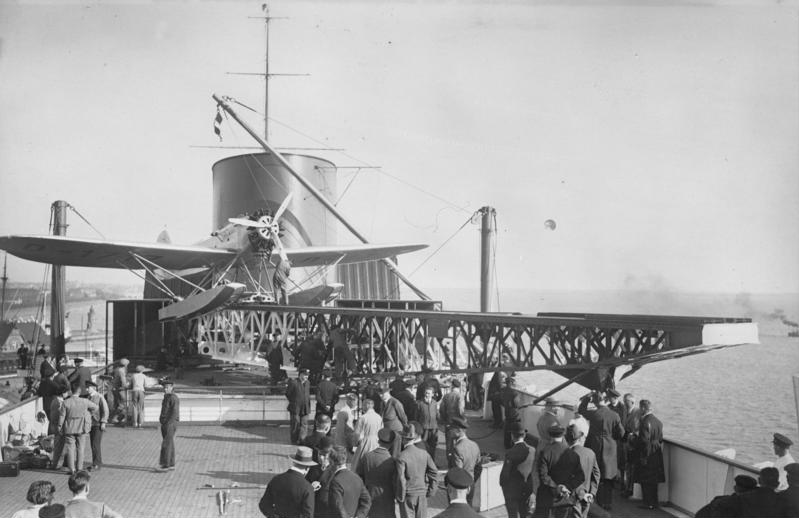
Das Bordflugzeug (D-1717) der Bremen, 1929

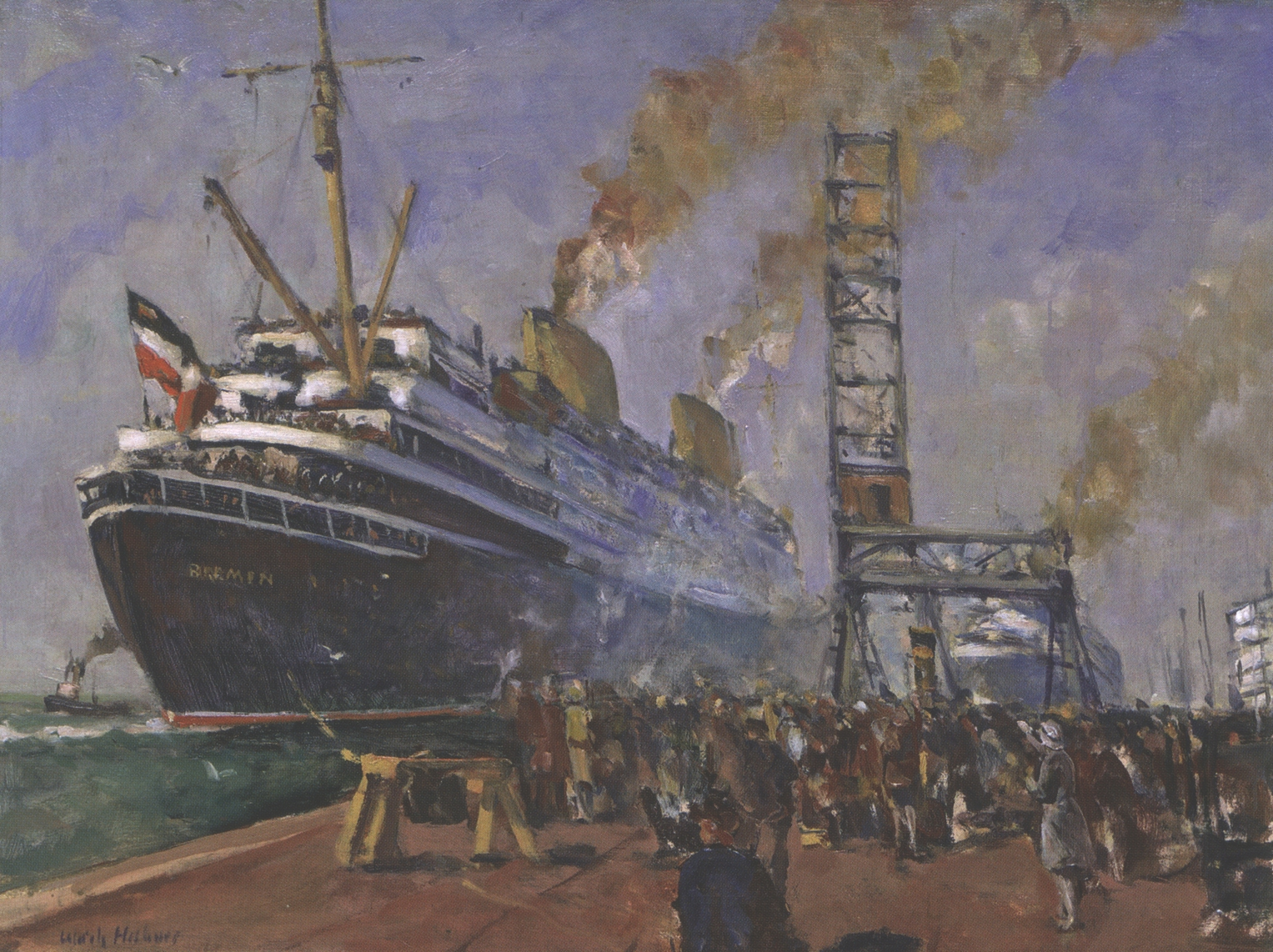
Die Bremen, gemalt von Ulrich Hübner

### Von der Kiellegung bis zur Jungfernfahrt
Die Bremen wurde am 18. Juni 1927 auf der Deschimag-Werft AG Weser in Bremen auf Kiel gelegt. Am 16. August 1928 taufte Reichspräsident Paul von Hindenburg das Schiff beim Stapellauf auf den Namen Bremen. Die Innenausstattung wurde von namhaften Architekten entworfen, zu großen Teilen von F.A. Breuhaus, Bruno Paul, dem Bremer Carl Rotermund und dem Düsseldorfer Architekten Karl Wach. R.A. Schröder entwarf die Architektur des Rauchsalons. Am 12. Juni 1929 begannen die Probefahrten und schon auf der Probefahrt am 27. Juni 1929 erreichte die Bremen eine maximale Geschwindigkeit von 28,8 Knoten. Nach Abschluss der Probefahrten übergab die Werft das Schiff am 5. Juli 1929 an den Norddeutschen Lloyd (NDL). Es startete am 16. Juli 1929 zu seiner Jungfernfahrt von Bremerhaven nach New York. Insgesamt kostete der Bau der Bremen ca. 65 Mio. Reichsmark.

### Technische Daten
- Länge: 286,10 Meter
- Breite: 31,10 Meter
- Tiefgang 10,32 Meter
- Vermessung: 51.656 BRT (1929), 51.731 BRT (1939)
- Nennleistung: 87.000 PSw (62 MWw)
- Größte Nutzleistung: 135.000 PSw (99 MWw)
- Geschwindigkeit: 27–29 Knoten (50–53,7 km/h)

### Besatzung und Passagiere
Passagiere gesamt: 2228, davon
- 811 in der 1. Klasse
- 500 in der 2. Klasse
- 300 in der Touristenklasse
- 617 in der 3. Klasse
- 966 bis 1000 Besatzungsmitglieder

### Regelmäßige Liniendienste
Bremerhaven–New York

### Schwesterschiffe
- Europa

## Konstruktion
Im Gegensatz zu früheren Bauten wurde der Rumpf der Bremen aus 7000 t hochfestem Stahl mit 52 kp/mm² (500 N/mm²) Zugfestigkeit gefertigt, mit dem 800 t Masse eingespart werden konnten. Die Konstruktion wies erstmals den bereits bei amerikanischen Kriegsschiffen verwendeten Taylorschen Bugwulst auf.

### Technik

#### Überblick

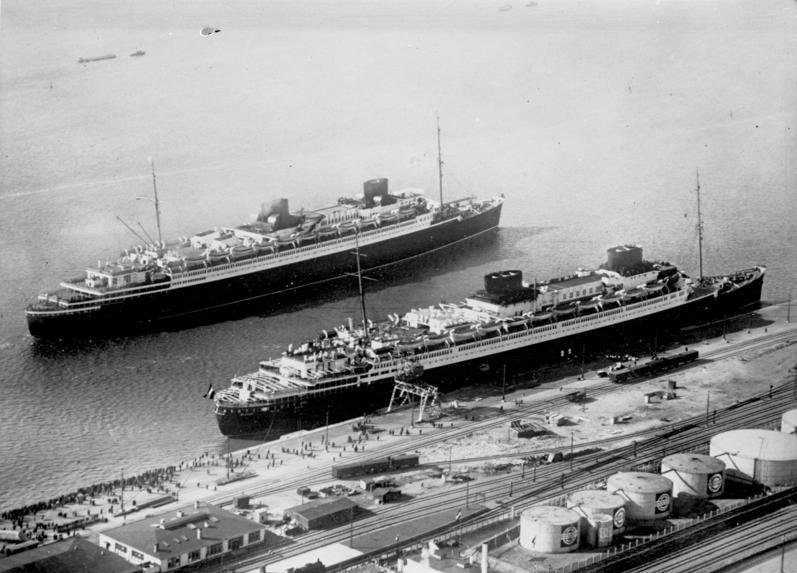
März 1930 – Die Bremen (hinten) zusammen mit ihrem Schwesterschiff Europa (vorne) an der Columbuskaje in Bremerhaven

Die Bremen und ihr Schwesterschiff Europa galten zu ihrer Zeit als die modernsten Schnelldampfer der Welt. Die erzielbaren hohen Geschwindigkeiten und der Komfort und Luxus an Bord stellten hohe Anforderungen an das technische Personal. Auf beiden Schiffen waren im Maschinenbereich etwa 170 Mann tätig, davon rund 30 Schiffsingenieure.

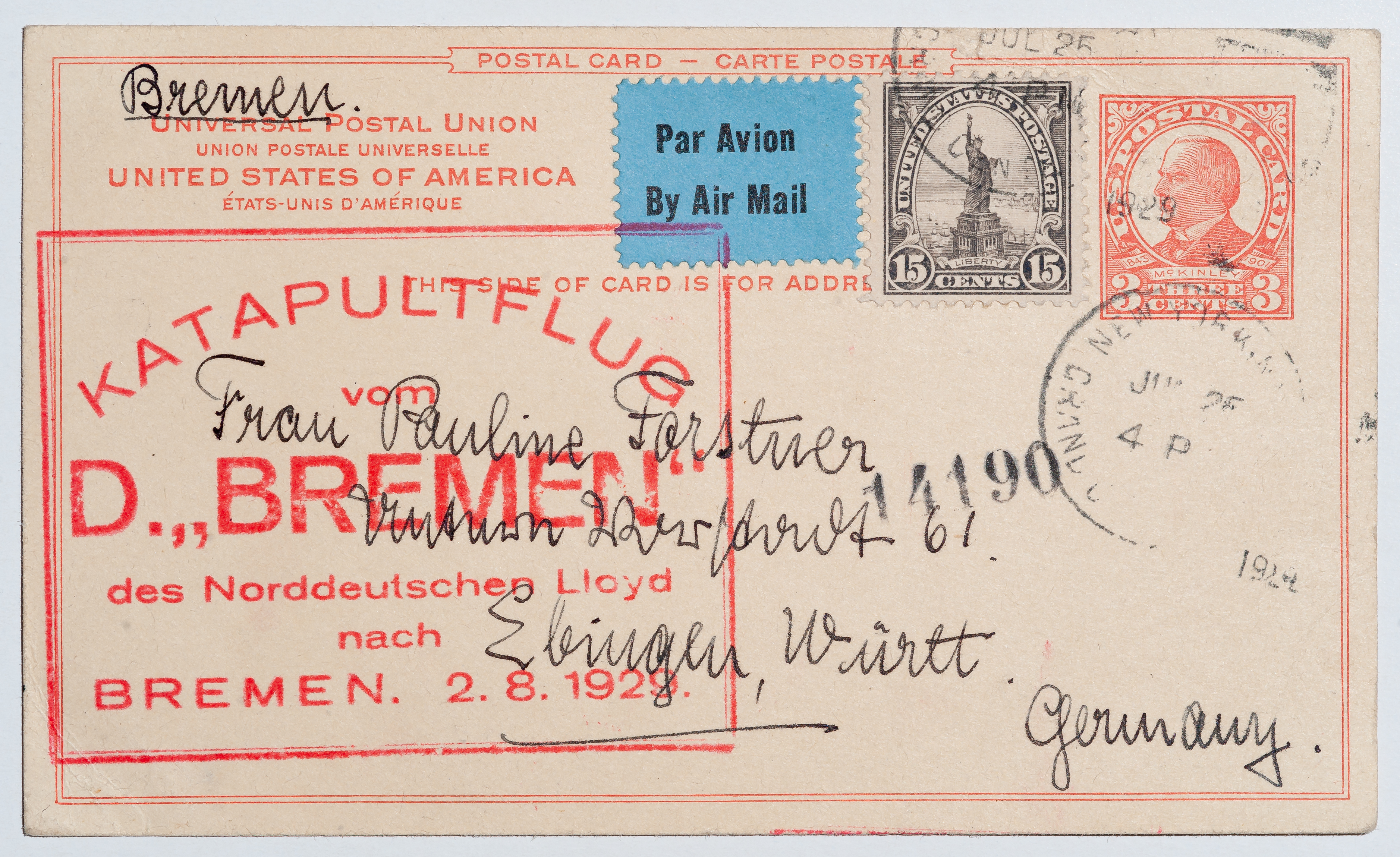
Postkarte mit "Katapultflug"-Stempel

Wie das Schwesterschiff Europa hatte auch die Bremen auf dem oberen Deck zwischen den beiden Schornsteinen ein Katapult mit einem Wasserflugzeug, das der schnelleren Postbeförderung diente. Zunächst hatte sie die einzige je gebaute Heinkel HE 12 an Bord, die auf der Jungfernfahrt am 22. Juli 1929 erstmals für diesen Zweck einen Katapultstart Richtung New York durchführte. Diese verunglückte am 5. Oktober 1931, wobei beide Insassen starben. 1932 erhielt die Bremen die (ebenfalls einzige je gebaute) Heinkel HE 58; diese war zuvor auf der Europa eingesetzt worden. Von 1933 bis 1935 hatte sie eine Junkers Ju 46 an Bord.
1936 und 1937 stationierten das Reichsverkehrsministerium und die Deutsche Luft Hansa AG in einem gemeinsamen Projekt zwei Katapultschiffe (Ostmark und Friesenland) im Meer - eines vor den Azoren und das andere vor Bermuda. Damit benötigte die Post von Berlin nach New York nur noch zwei anstatt fünf Tage. Die Katapultstarts von der »Bremen« und der »Europa« waren nun überflüssig und wurden eingestellt.

#### Kesselanlage
Die Kessel- und Maschinenanlage wurde von Gustav Bauer geplant, der nicht zuletzt durch die „Bauer-Wach“-Abdampfturbine bekannt wurde. Die Bremen hatte vier atmosphärisch geschlossene Kesselräume. Das bedeutet, dass die Verbrennungsluft für die Ölbrenner der Kessel durch acht dampfturbinengetriebene Gebläse in die Kesselräume geblasen wurde, die folglich unter Überdruck standen und nur durch Druckschleusen zugänglich waren. Zur Dampfbereitung waren 20 ölgefeuerte Wasserrohr-Dampfkessel, darunter elf Doppelender und neun Einender in vier Gruppen mit insgesamt 227 Ölbrennern installiert. Die Dampfspannung betrug 23 atü (≈24 bar) bei einer Dampftemperatur am Überhitzeraustritt von 370 °C. Die maximale Dampferzeugung betrug 500 t/h. Für den Hafenbetrieb standen drei Kessel mit eigenem Gebläse zur Verfügung, so dass die Schleusen für Arbeiten in den Kesselräumen offen bleiben konnten. Die Gesamtheizfläche betrug 17.050 m², die Überhitzerfläche 3.875 m² und die Luftvorwärmerfläche 8786 m². Das Speisewasser wurde auf 130 °C vorgewärmt. Der Heizölbedarf betrug etwa 33 t/h bzw. 800 t/Tag, was einem spezifischen Kraftstoffverbrauch von 380 g/PSh (517 g/kWh) entspricht. Gebunkert werden konnten 7.552 t Öl.

#### Maschinenanlage

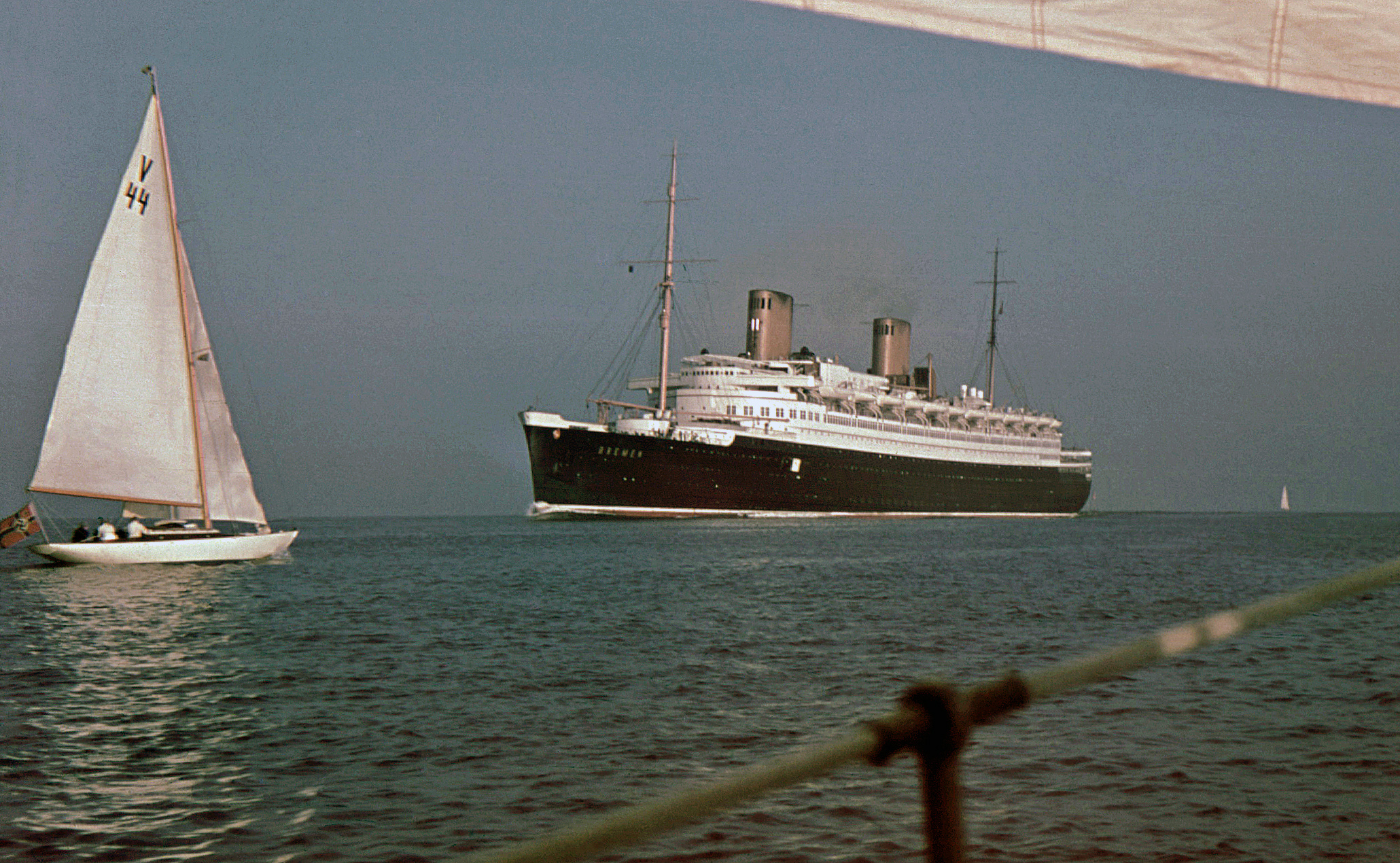
Die Bremen 1939 (mit verlängerten Schornsteinen) in der Wesermündung

Die Bremen hatte vier Satz Getriebeturbinen mit einer Maximalleistung von insgesamt 135.000 PSw (99 MWw) (an den Wellen gemessene Leistung). Jeder Satz war an eine Hochdruck-, eine Mitteldruck-, eine Niederdruck- und eine Rückwärtsturbine gekoppelt. Für die Rückwärtsfahrt standen 65 % der Leistung der Vorwärtsfahrt zur Verfügung. Bei Normalfahrt drehten die Turbinen mit 1800/min, die Propeller mit 180/min. Dabei betrug die Leistung 84.000 PSw (62 MWw). Die vier Propeller bestanden aus Bronze, hatten einen Durchmesser von 5.000 mm, eine Steigung von 5.200 mm und ein Gewicht von jeweils 17 t.
Der Strombedarf wurde mit vier elektrischen Generatoren mit 220 V Betriebsspannung und je 520 kW elektrischer Leistung gedeckt, die von Dieselmotoren angetrieben wurden. An Bord gab es insgesamt 420 Elektromotoren, rund 21.000 Glühlampen, elektrische Kochherde und 20 Aufzüge.

## Geschichte

### Vor dem Zweiten Weltkrieg

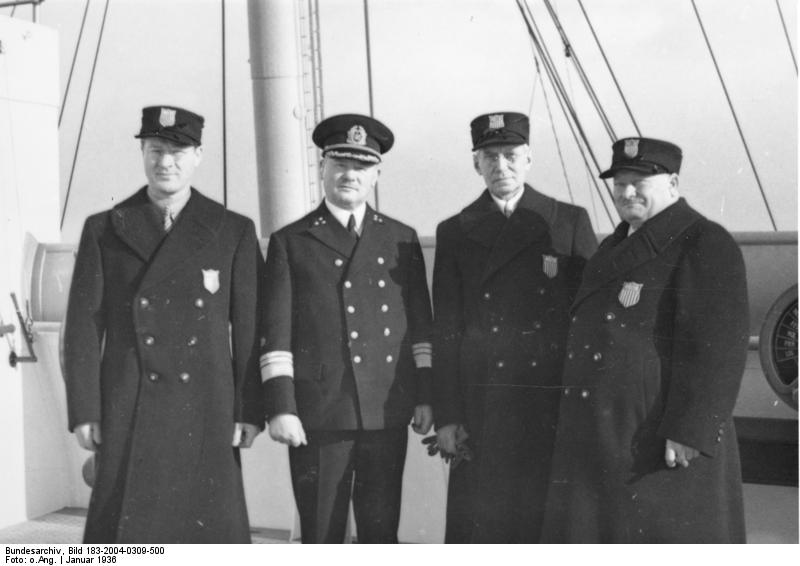
Von links nach rechts: Avery Brundage, Leopold Ziegenbein, Gustav Kirby und Dietrich Wortmann an Bord der Bremen (1936)

Bereits bei ihrer Jungfernfahrt errang die Bremen unter dem Kommando von Kommodore Leopold Ziegenbein am 22. Juli 1929 mit einer Überfahrt von 4 Tagen, 17 Stunden und 42 Minuten mit einer durchschnittlichen Geschwindigkeit von 27,83 kn (51,54 km/h) das Blaue Band, das 20 Jahre lang von der Mauretania gehalten worden war. Auf der Rückfahrt erreichte die Bremen eine Durchschnittsgeschwindigkeit von 27,91 kn (51,69 km/h). 1933 gelang es ihr, ihre durchschnittliche Geschwindigkeit mit 28,51 kn (52,8 km/h) noch einmal zu überbieten. 1930 verlor die Bremen das Blaue Band an ihr Schwesterschiff Europa, holte es sich aber 1933 zurück. 1935 gelang es dem französischen Neubauschiff Normandie, die Bremen endgültig als schnellsten Atlantikliner abzulösen. 1936 wurde Kommodore Ziegenbein pensioniert; ihm folgte Kapitän (ab 1939 Kommodore) Adolf Ahrens.
Das Schiff war bei den Passagieren sehr beliebt, da es einen gewissen Luxus und eine gute Geschwindigkeit bot. Das Orchester von Hermann Rohrbeck spielte für die Passagiere in den letzten Jahren zur Unterhaltung an Bord. Die Bremen begann am 11. Februar 1939 eine Südamerikaumrundung, bei der sie als erstes Schiff dieser Größe den Panamakanal durchfuhr. Am 22. August 1939 trat die Bremen ihre letzte Reise nach New York an. In zehn Betriebsjahren hatte sie nahezu 190 Fahrten über den Ozean absolviert.
Ein Chronist der zahlreichen Reisen der Bremen und ihrer prominenten Passagiere aus Europa und den USA war der langjährige Bordfotograf Richard Fleischhut, der bis 1937 auf der Bremen tätig war.

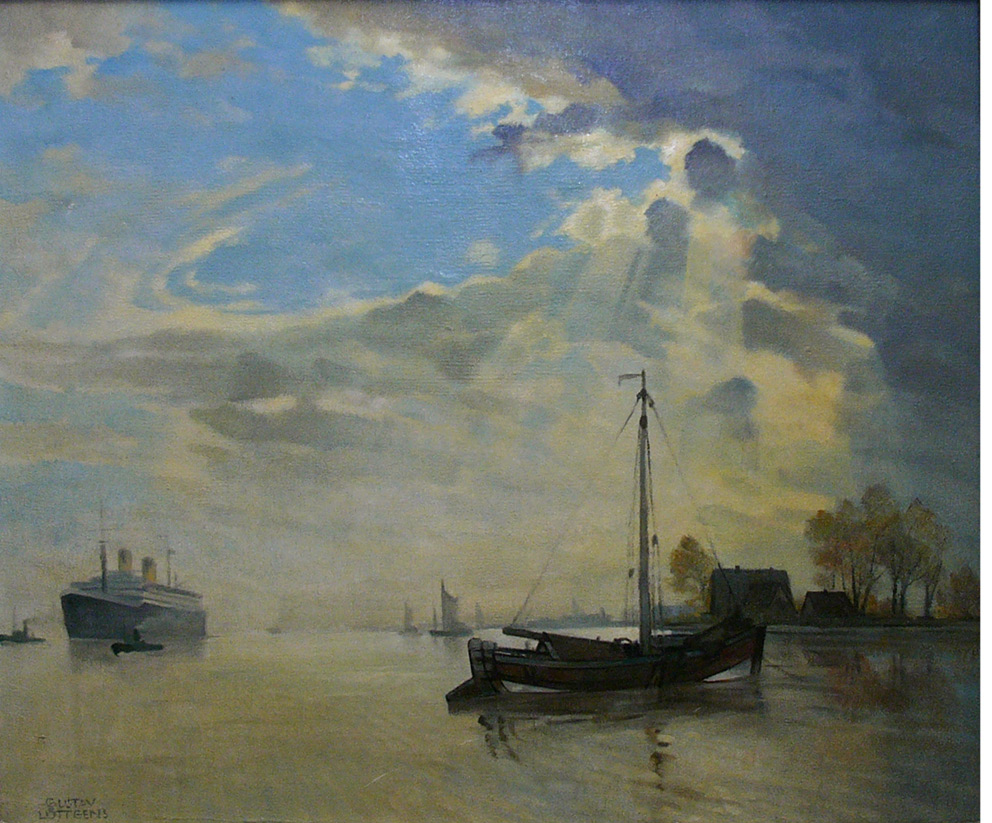
Die Bremen bei Bremerhaven, Ölgemälde von Gustav Lüttgens 1933

Der berühmte Schweizer Fotograf Hans Finsler war im Auftrag der Reederei auf der Jungfernreise als Bordfotograf anwesend und fertigte während dieser Fahrt 283 überlieferte Fotografien an. Diese Fotografien befinden sich heute, mit dem gesamten Nachlass Hans Finslers, im Kunstmuseum Moritzburg in Halle (Saale). Ein Teil der Fotografien ist auch online auf museum-digital anschaubar.

### Im Zweiten Weltkrieg
Während der Überfahrt nach New York Ende August 1939 wurde der Bremen vom NDL befohlen, den Funkverkehr einzustellen. Als die Bremen ihr Ziel New York erreicht hatte, ordnete der NDL an, dass sie so schnell wie möglich und ohne Passagiere nach Deutschland zurückkehren solle. Doch wurde sie auf Bitten der Briten zuerst festgehalten. Dabei wurde ein in Friedenszeiten an sich nicht angewandtes Gesetz bemüht, nach dem sie offiziell nach Waffen durchsucht wurde. Nach 36 Stunden konnte von US-amerikanischer Seite kein Grund für weitere Verzögerungen mehr gefunden werden und daher wurde der Bremen das Auslaufen gestattet.
Am 30. August 1939 trat sie dann die Rückreise nach Deutschland an. Am 1. September begann mit dem deutschen Überfall auf Polen der Zweite Weltkrieg und das Schiff erhielt den Befehl, den sowjetischen Hafen Murmansk anzulaufen. Während der Fahrt strichen die Besatzungsmitglieder das Schiff zur Tarnung grau. Die Bremen lag rund drei Monate in Murmansk, währenddessen sie zum Gegenstand der Geheimdiplomatie zwischen der Sowjetunion und dem Deutschen Reich nach dem Hitler-Stalin-Pakt wurde. Die sowjetischen Behörden erlaubten die Rückreise der nach Deutschland entlassenen Besatzung und die verdeckte Wiederausrüstung der Bremen. Eine Überwinterung des Passagierschiffs in der engen Kola-Bucht sollte unbedingt vermieden werden. Der Beginn des sowjetisch-finnischen Winterkrieges schien die Aufmerksamkeit des britischen Geheimdienstes vom Verbleib des Schiffes vorübergehend abzulenken. Dies bot den Anlass zum Auslaufen und anschließenden Blockadedurchbruch der Bremen nach Deutschland. Das Schiff lichtete am 10. Dezember 1939 die Anker und nahm Kurs auf Wesermünde. Auf der Fahrt war es sehr nebelig, so dass die Bremen dank ihres grauen Tarnanstriches nicht von britischen Schiffen gesichtet werden konnte. Kapitän Adolf Ahrens hat über diese Vorgänge ein Buch mit dem Titel Die Siegesfahrt der Bremen verfasst. In Wesermünde dockte das Schiff an der Columbuskaje an. 1940 wurde die Bremen in Hamburg, zusammen mit ihrem Schwesterschiff Europa, zu einem Truppentransporter für das Unternehmen Seelöwe, die geplante Landung in England, umgerüstet.
Am 16. März 1941 brach an Bord der Bremen ein Feuer aus, das trotz aller Bemühungen der Wesermünder Feuerwehr nicht gelöscht werden konnte. Das Schiff wurde geflutet und auf Grund gesetzt, um ein völliges Ausbrennen zu verhindern. Der 17-jährige Schiffsjunge Gustav Schmidt gab später an, das Feuer gelegt zu haben, als Rache für eine Ohrfeige eines Vorgesetzten. Dafür wurde er zum Tode verurteilt und hingerichtet. Es bestehen aber bis heute Zweifel daran, ob Schmidt tatsächlich alleiniger Urheber des Brandes war. Die ausgebrannte Bremen wurde in Kaiserdock II am 10. Oktober 1941 eingedockt, es fand eine Schadensbesichtigung statt, dabei wurden noch brauchbare Einrichtungsgegenstände ausgebaut und eingelagert bzw. verwendet, das Typhon – die Schiffssirene – ist beispielsweise heute noch Signalgeber für Werftarbeitszeiten. Der Dampfer Bremen wurde am 11. November 1941 wieder ausgedockt. Ab 1942 wurden im Wesermünder Kaiserhafen, wohin das Schiff nach dem Brand verholt worden war, alle brauchbaren Teile ausgebaut und das Schiff selbst verschrottet. Im Jahr 1946 setzten Werftarbeiter die letzten Doppelbodensektionen nahe des Ostufers der Weser vor der Luneplate ab. Die Stelle befindet sich südlich der Blexen-Reede und ist mit einer in den Seekarten eingetragenen Wracktonne markiert. Am gegenüberliegenden Weserufer befindet sich heute das Airbuswerk in Nordenham-Einswarden. 
- Zu den Rückkehrversuchen deutscher Kreuzfahrtschiffe bei Ausbruch des Krieges siehe auch die Geschichte der Columbus und der St. Louis.

## In den Medien

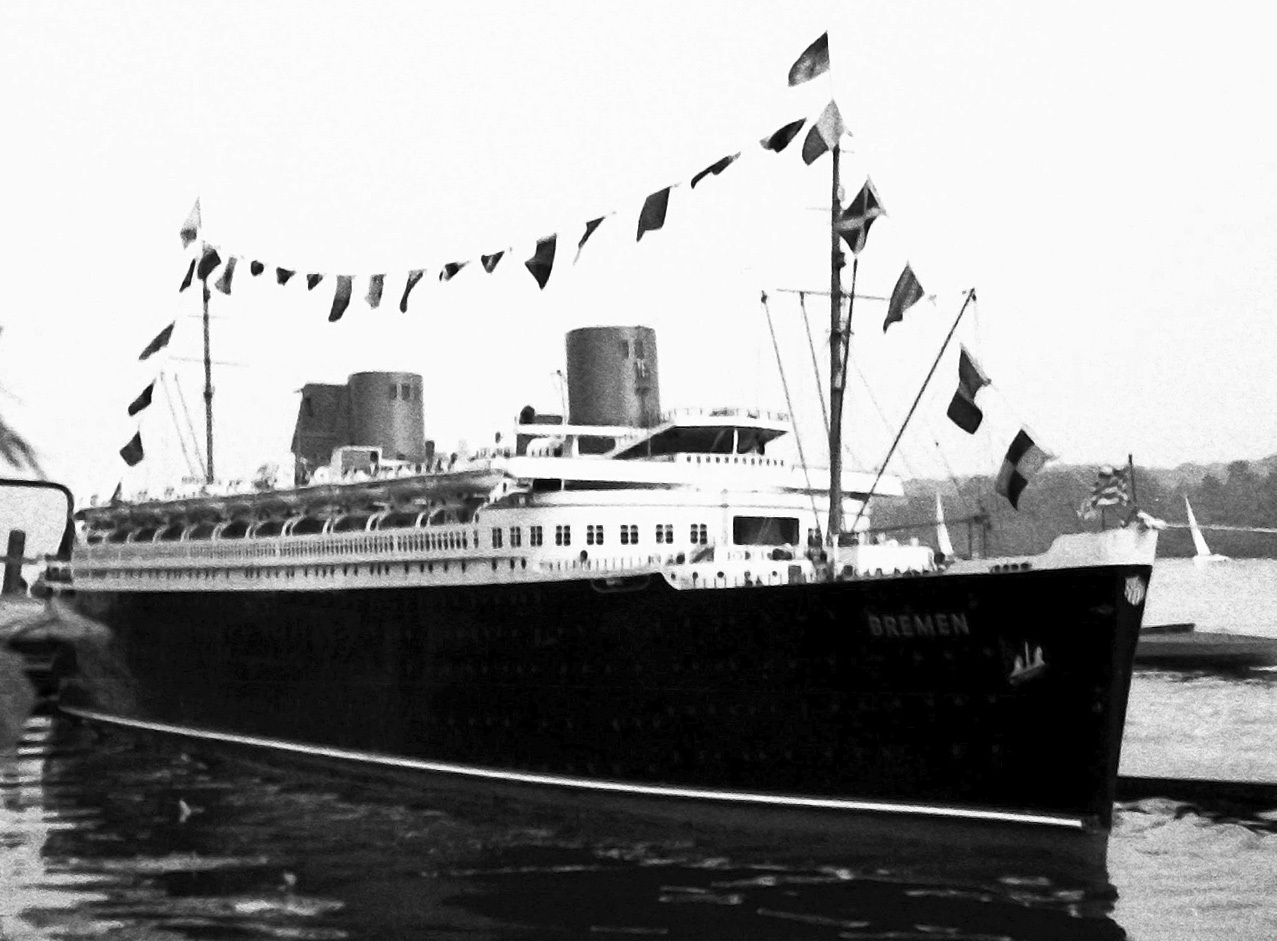
Modell (1:25) der Bremen 1963 auf Tour in Essen

Die Bremen diente wiederholt als Sujet auf deutschen Briefmarken. 1977 zeigte eine Sondermarke die Seitenansicht des Schiffes, 2004 war die Bremen vor der Skyline Manhattans zu sehen.
Das Schiff war Drehort für den SW-Spielfilm Spiel an Bord (1936) von Herbert Selpin mit Viktor de Kowa, Susi Lanner, Alfred Abel, Carsta Löck und Jakob Tiedtke.
2004 produzierte Radio Bremen das einstündige Radiofeature Königin der Meere – Die Geschichte des Schnelldampfers „Bremen“ von Detlef Michelers, in dem u. a. ehemalige Seeleute über ihre Fahrenzeit auf der Bremen erzählen.
2008 produzierte Radio Bremen ein weiteres einstündiges Radiofeature Die „Bremen“ brennt – oder Das kurze Leben des Decksjungen Schmidt von Detlef Michelers, in dem der Autor nach einjähriger Recherche bisher unbekannte Einzelheiten zum Brand der Bremen im Jahre 1941 vorlegt.
Schiffsmodelle der Bremen
- Im Bremer Übersee-Museum werden zwei Modelle ausgestellt, eines im Maßstab 1:100 und ein weiteres Modell des Vorgängerschiffs im gleichen Maßstab, das bedeutend kleiner ist.
- Im Technik Museum Speyer wird eine detailgetreue schwimmfähige Nachbildung im Maßstab 1:25 ausgestellt, die von Günter Bos und Günter Buse zwischen 1947 und 1962 gefertigt wurde. Das fahrtüchtige Modell ist 12 Meter lang, 1,78 Meter breit, 3,53 Meter hoch und wiegt 10 Tonnen. Angetrieben wird es von zwei Mercedes-Benz-Dieselmotoren mit je 38 PS (28 kW). Im November 1997 wurde es als größtes seetüchtiges Modellschiff im Guinness-Buch der Rekorde aufgenommen.
- Bei der Überfahrt mit der Bremen waren Wiking-Modelle (D.R.G.M) im Maßstab 1:1275 mit Begleittext für 5,- Mark als Erinnerungsstücke zu erwerben.